# 根津
根津（ねづ）は、東京都文京区の町名。現行行政地名は根津一丁目および根津二丁目。住居表示実施済区域。

## 地理
根津神社、東京メトロ千代田線根津駅が所在する。中央を不忍通り（都道437号）が走り、その西側が1丁目、東側が2丁目となっている。本郷や上野にも近く、交通の便は良い。

## 歴史
町域の元は根津神社（旧名：根津権現）と門前、徳川綱重の屋敷地で、綱重の屋敷地は後に旗本の居宅街となった。門前にできた岡場所は根津遊廓と呼ばれ栄えたが、明治時代になり帝国大学の近くにあることが問題視され、1888年に遊廓群が洲崎へ強制移転させられ、色街としては消滅している。1965年（昭和40年）4月1日、住居表示実施。根津須賀町、根津清水町、根津藍染町、根津片町、根津八重垣町、根津宮永町、根津西須賀町の全部に向ヶ丘弥生町の一部を併せた町域を根津一丁目、根津二丁目に分けて現行の「根津」となった。

### 地名の由来
地形由来と神社由来に分かれる。
神社由来説は、もともと駒込千駄木の団子坂上に位置していた根津神社が徳川家宣の産土神とされたことから、宝永3年（1706年）に現在地である元・甲州藩下屋敷の地に遷座され、以降この一帯が「根津」と呼称されることになった、とするもの。なお、「根津」の由来も諸説あり、「不寝（ねず）権現」（寝ずに神々の番をする神）、「鼠（ねず）」（祭神の一つである大国主の神使）から来ているとも、ヤマトタケルが根津神社を創建した際に「ここは国の根、国の津たり」と語ったからだともされる。
一方の地形由来説によれば、その名は古く、忍が岡、向ヶ岡と海との付け根の位置にあり、船着場であったことから港の意味を持つ「津」をあわせ地名になったといわれる。『本郷区史』でも諸説紹介した上で、神社由来説ではなく、本説をもっとも妥当な説としている。
読み方であるが、頭にアクセントをおいた「ねづ」と周辺では発音されており、根津駅の車内放送もこれに則っている。

## 世帯数と人口
2025年（令和7年）3月1日現在（文京区発表）の世帯数と人口は以下の通りである。
| 丁目       | 世帯数    | 人口    |
| ---------- | --------- | ------- |
| 根津一丁目 | 1,536世帯 | 2,695人 |
| 根津二丁目 | 2,257世帯 | 3,790人 |
| 計         | 3,793世帯 | 6,485人 |

### 人口の変遷
国勢調査による人口の推移。
| 年                 | 人口  |
| ------------------ | ----- |
| 1995年（平成7年）  | 5,639 |
| 2000年（平成12年） | 5,615 |
| 2005年（平成17年） | 5,844 |
| 2010年（平成22年） | 6,410 |
| 2015年（平成27年） | 6,512 |
| 2020年（令和2年）  | 7,042 |

### 世帯数の変遷
国勢調査による世帯数の推移。
| 年                 | 世帯数 |
| ------------------ | ------ |
| 1995年（平成7年）  | 2,777  |
| 2000年（平成12年） | 2,897  |
| 2005年（平成17年） | 3,218  |
| 2010年（平成22年） | 3,643  |
| 2015年（平成27年） | 3,789  |
| 2020年（令和2年）  | 4,124  |

## 学区
区立小・中学校に通う場合、学区は以下の通りとなる（2020年9月現在）。
- 区域 : 一丁目、二丁目　各全域
  - 小学校 : 文京区立根津小学校
  - 中学校 : 文京区立第八中学校

## 交通

### 鉄道
- 東京地下鉄根津駅（○千代田線）

### バス
都営バス
- 「根津駅前」：上26系統・上58系統・上60系統

### 道路
- 東京都道319号環状三号線
- 東京都道437号秋葉原雑司ヶ谷線

## 事業所
2021年（令和3年）現在の経済センサス調査による事業所数と従業員数は以下の通りである。
| 丁目       | 事業所数  | 従業員数 |
| ---------- | --------- | -------- |
| 根津一丁目 | 172事業所 | 868人    |
| 根津二丁目 | 255事業所 | 1,073人  |
| 計         | 427事業所 | 1,941人  |

### 事業者数の変遷
経済センサスによる事業所数の推移。
| 年                 | 事業者数 |
| ------------------ | -------- |
| 2016年（平成28年） | 426      |
| 2021年（令和3年）  | 427      |

### 従業員数の変遷
経済センサスによる従業員数の推移。
| 年                 | 従業員数 |
| ------------------ | -------- |
| 2016年（平成28年） | 2,048    |
| 2021年（令和3年）  | 1,941    |

## 施設

### 神社
- 根津神社

## その他

### 日本郵便
- 郵便番号 : 113-0031[3]（集配局 : 本郷郵便局[17]）。